# Marçon
Marçon ist eine französische Gemeinde mit 1.063 Einwohnern (Stand: 1. Januar 2022) im Département Sarthe in der Region Pays de la Loire. Die Gemeinde gehört zum Arrondissement La Flèche und zum Kanton Montval-sur-Loir. Die Einwohner werden Marçonnais und Marçonnaises genannt.

## Geographie
Marçon liegt etwa 40 Kilometer südsüdöstlich von Le Mans am Fluss Loir, in den hier die Dême mündet. Umgeben wird Marçon von den Nachbargemeinden Chahaignes im Norden, Lhomme und La Chartre-sur-le-Loir im Nordosten, Villedieu-le-Château im Osten, Beaumont-sur-Dême im Osten und Südosten, Dissay-sous-Courcillon im Süden, Montval-sur-Loir im Westen und Südwesten sowie Flée im Westen und Nordwesten.

## Bevölkerungsentwicklung
| Jahr                       | 1962  | 1968  | 1975 | 1982 | 1990 | 1999 | 2006 | 2018 |
| Einwohner                  | 1.058 | 1.014 | 981  | 994  | 912  | 984  | 1008 | 1064 |
| Quellen: Cassini und INSEE |       |       |      |      |      |      |      |      |

## Sehenswürdigkeiten
- Kirche Notre-Dame, 1500 geweiht, seit 1927 Monument historique
- Schloss La Marcellière, seit 1985 Monument historique
- Restaurant scolaire (Schulkantine), 1956 von Le Corbusier und André Wogenscky erbaute Mensa, seit 2002 Monument historique

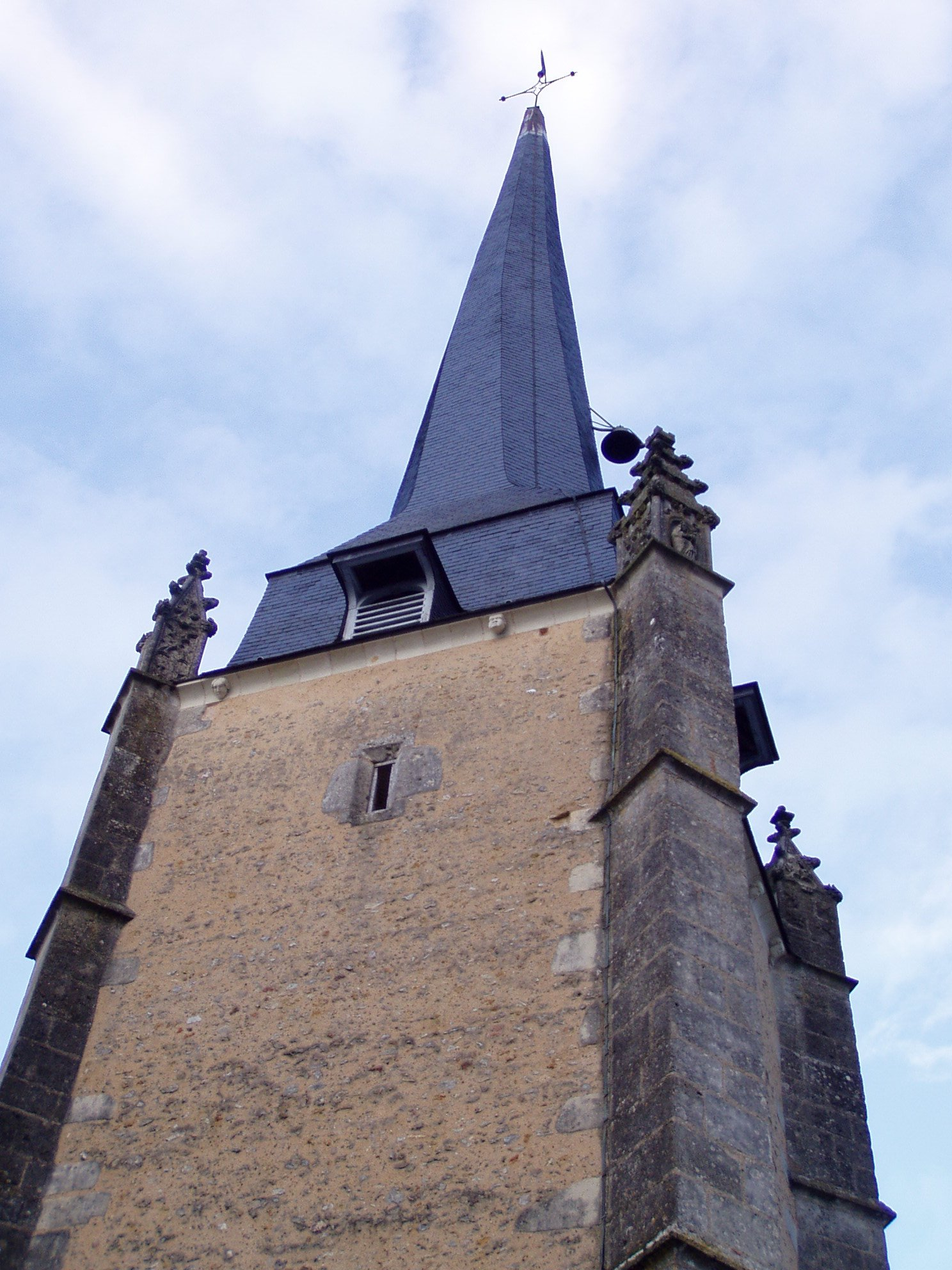
Turm der Kirche Notre-Dame

## Persönlichkeiten
- Gottfried I. von Anjou (um 938/940–987), Graf von Anjou, starb kurzzeitig nach der Belagerung der Burg Marçon